# 世界ショートトラックスピードスケート選手権大会
世界ショートトラックスピードスケート選手権大会は、国際スケート連盟が年に1回開催するショートトラックスピードスケートの世界選手権大会。
1976年から1980年まではISU選手権として開催されたが、現在は世界選手権として開催されている。日本では1983年に東京で、1997年に長野でそれぞれ開催された経験がある。2020年のソウル大会は新型肺炎の世界的大流行で中止となった。

## 実施種目
- 男女500m
- 男女1000m
- 男女1500m
- 男女3000m
- 男子5000mリレー
- 女子3000mリレー
- 混合2000mリレー

## 歴代主な総合優勝者
- 戸田博司（1979年）
- 加藤美善（1980年、1981年）
- 河合季信（1985年、1987年（同点優勝））
- 獅子井英子（1985年、1987年）
- 石原辰義（1986年）
- 金東聖（1997年）
- 楊揚（1998年から5連覇）
- ヴィクトル・アン（2003年から5連覇、2014年）
- 陳善有（2003年から3連覇）
- アポロ・アントン・オーノ（2008年）
- 王濛（2008年、2009年）
- 李昊錫（2010年）
- パク・スンヒ（2010年）
- ノ・ジンギュ（2011年）
- 趙海利（2011年）